# Stefano Sorrentino
Stefano Sorrentino (Cava de' Tirreni, 28 marzo 1979) è un ex calciatore italiano, di ruolo portiere, direttore tecnico del Bra.

## Biografia
È figlio d'arte: suo padre Roberto fu anch'egli un portiere.
Il 9 giugno 2002 si è sposato a Torino con Antonella Parrella, con cui conviveva da dieci mesi e da cui si è successivamente separato. Da lei ha avuto tre figlie: Carlotta, Matilda e Maria Vittoria. Successivamente ha iniziato una relazione con Sara Ruggeri, dalla quale ha avuto Viola (2013) ed Edoardo Stefano (2023).
Nel 2023 recita nei panni di un vigilante nel film Zamora per il quale si occupa di allenare anche l’attore Alberto Paradossi.

## Caratteristiche tecniche
La sua disposizione in campo cambiava se si trovava dietro una difesa composta da tre o quattro uomini: nel primo caso tendeva a mantenersi più vicino alla porta ed era abile nel parare i rigori.

## Carriera

### Giocatore

#### Gli inizi, Torino
Cresciuto nelle giovanili della Lazio e della Juventus, ha poi giocato con Torino e Juve Stabia fino alla stagione 2000-2001 dove al Varese in Serie C1 vive la sua prima esperienza da titolare tra i pali; a fine stagione il Torino, proprietario del suo cartellino, lo riporta a casa. Il 16 dicembre 2001 esordisce in A, nel pareggio per 1-1 contro il Lecce.
Nel primo anno in granata Sorrentino è la riserva di Luca Bucci, a cui subentra l'anno successivo a stagione in corso senza riuscire a evitare la retrocessione del Torino tra i cadetti. In Serie B, con Ezio Rossi in panchina, è titolare e la squadra riconquista la massima serie. Tuttavia la promozione viene revocata a causa del fallimento societario e in seguito, il 10 agosto 2005, Sorrentino, come tutti gli altri giocatori, viene svincolato e lasciato libero di accordarsi con un'altra squadra.

#### AEK Atene e Recreativo Huelva
Trasferitosi all'AEK Atene, resta nella squadra greca per due anni e nella stagione 2005-2006 prende parte alla Coppa UEFA. Grazie al secondo posto in campionato, l'AEK Atene partecipa alla Champions League, concludendo il suo percorso al terzo posto nella fase a gironi. Ripescata in Coppa UEFA, la squadra greca viene eliminata dai francesi del PSG. Il 12 luglio 2007 passa in prestito al Recreativo de Huelva, diventando così il primo giocatore italiano della squadra più antica della Spagna,

#### Chievo
Non venendo riscattato dal Recreativo Huelva, il 4 luglio 2008 passa al neopromosso ChievoVerona, tornando così in Italia, con la formula della compartecipazione con diritto di riscatto, che viene fatto valere il 12 giugno 2009 dai veronesi, per la stagione 2008-2009, nella quale contribuisce alla salvezza.
Durante l'ottima annata 2009-2010 para quattro rigori: a Sergio Floccari (Genoa), David Pizarro (Roma), Massimo Donati (Bari) e infine a Juan Manuel Vargas (Fiorentina). Il ChievoVerona chiude la stagione al quint'ultimo posto in classifica e con la quinta migliore difesa del campionato dopo Inter, Milan, Roma e Sampdoria (ed essendo stata la seconda miglior difesa fino alla penultima giornata, quando l'incontro con l'Inter si concluse con il risultato di 4-3).
La squadra termina la stagione 2010-2011 all'undicesimo posto e con la quarta miglior difesa (alle spalle di Milan, Napoli e Lazio), con 40 gol subiti nel corso delle 38 partite del campionato. Nella stagione 2011-2012 para quattro rigori: ad Antonio Di Natale (Udinese), Adrian Mutu (Cesena), Francesco Lodi (Catania) e Diego Milito (Inter). Contribuisce, con 49 punti, al buon piazzamento del Chievo, il 10º posto finale in classifica, riuscendo a stabilire anche un record personale.
Nella stagione 2012-2013 gioca 20 presenze in campionato e una in Coppa Italia prima di essere ceduto in prestito con diritto di riscatto al Palermo il 25 gennaio 2013. Il giocatore, divenuto simbolo dei gialloblu, ha disputato 165 partite in quattro anni e mezzo; l'ultima partita disputata in Veneto è quella del 12 gennaio, valevole per la 20ª giornata di campionato che il ChievoVerona ha perso per 4-0 in casa del Bologna, dato che per la successiva partita non è stato convocato dal tecnico Eugenio Corini poiché aveva saltato degli allenamenti settimanali in vista della futura cessione al Palermo.

#### Palermo

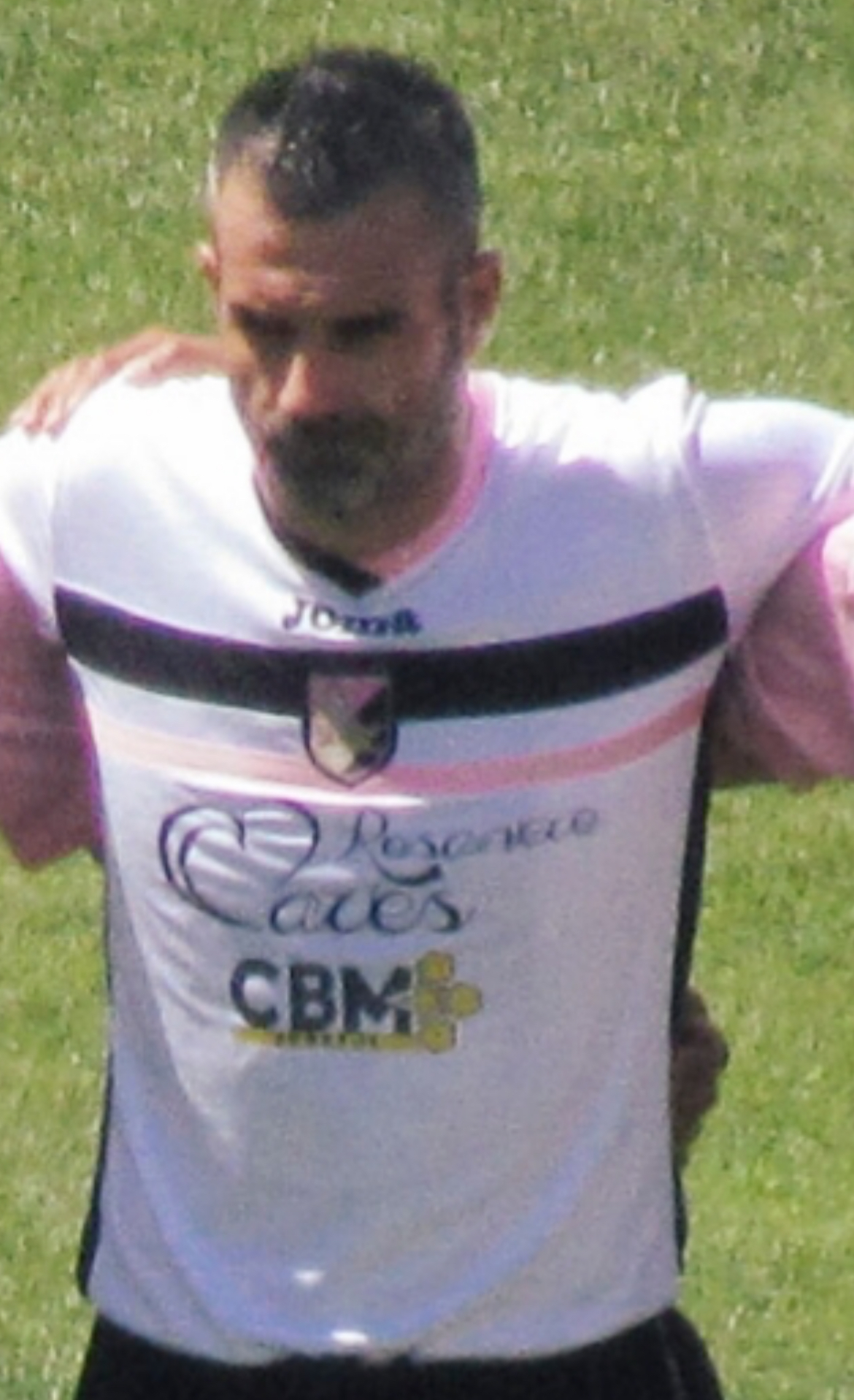
Sorrentino (al centro) con il nel 2015

Il 27 gennaio esordisce in maglia rosanero nella gara Cagliari-Palermo della 22ª giornata, subendo al 90' il gol del definitivo 1-1. In Palermo-Udinese (2-3) respinge un calcio di rigore ad Antonio Di Natale. La stagione si conclude con la retrocessione dei rosanero, sancita il 12 maggio 2013 dalla sconfitta esterna per 1-0 contro la Fiorentina della 37ª giornata. Non convocato per l'ultima partita di campionato, chiude la stagione con 15 presenze e 16 reti subite. Il 17 giugno seguente il suo cartellino viene riscattato. Titolare nel campionato di Serie B, nella partita della 14ª giornata vinta per 2-0 contro la Reggina si è procurato una lesione muscolare al retto femorale destro. Il 3 maggio 2014, dopo la vittoria contro il Novara per 1-0 in trasferta, ottiene la promozione in Serie A – con annessa vittoria del campionato – con cinque giornate d'anticipo. Chiude la stagione con 32 presenze in campionato e 2 in Coppa Italia.
Il 24 settembre 2014, nella partita Napoli-Palermo (3-3) della quarta giornata di Serie A, indossa per la prima volta la fascia di capitano della squadra quando, al 77', Édgar Barreto lascia il campo. A partire dalla partita della 26ª giornata Palermo-Juventus (0-1) è definitivamente il nuovo capitano della squadra su decisione della società e dello spogliatoio. A gennaio 2016 ha dei gravi screzi con l'allenatore Davide Ballardini, reo, a detta sua, di aver messo in dubbio "l'integrità morale e la professionalità della squadra" (i due chiariranno in seguito). La situazione si concluderà con l'esonero del tecnico ravennate. La stagione termina poi comunque con la salvezza all'ultima giornata con il ritorno di Ballardini in panchina e il 19 maggio Sorrentino annuncia la separazione dal Palermo, rifiutando di fare da chioccia ad altri portieri.

#### Ritorno al Chievo
Il 2 luglio seguente torna al Chievo Verona.
Negli anni seguenti mostra una grande continuità di rendimento anche in età avanzata, dimostrandosi uno dei migliori portieri del campionato italiano. Il 29 dicembre 2018, nella partita contro il Frosinone, il portiere taglia il traguardo delle 350 presenze in Serie A; inoltre, si tratta del primo successo dei clivensi in stagione (1-0). Il 21 gennaio 2019, in occasione del match che vede contrapposti Juventus e Chievo Verona, si rende protagonista di un curioso episodio: diventa infatti il primo portiere a parare in Italia un rigore a Cristiano Ronaldo.
Nonostante ciò, nell’ultima parte della stagione 2018-2019 perde il posto a favore del croato Semper, così come anche gli altri veterani clivensi, che rimangono relegati in panchina o in tribuna nelle ultime partite. A fine stagione i clivensi retrocedono in Serie B e Sorrentino lascia dopo 271 presenze totali.

#### Ultimi anni
Il 21 gennaio 2020 annuncia il suo ritiro dal calcio professionistico, mentre il 27 gennaio seguente annuncia il suo approdo al Cervo, squadra di Seconda Categoria ligure allenata dal padre Roberto, nell'inedito ruolo di attaccante. Il 9 febbraio seguente, all'esordio, segna il gol vittoria nella partita vinta per 2-1 contro il Riva Ligure.
Il 25 giugno 2020 viene nominato direttore tecnico della Torinese, nel campionato piemontese di Promozione, mentre il padre ne diventa l'allenatore. Nonostante avesse annunciato il ritiro da calciatore, il 28 settembre 2020 viene tesserato come attaccante nella stessa Torinese e il successivo 11 ottobre successivo segna la sua prima rete contro il Pianezza.

### Dopo il ritiro
Appesi gli scarpini al chiodo, il 20 settembre 2020 debutta come opinionista a Pressing su Italia 1. Verrà confermato nei programmi Mediaset come Pressing, Champions League LIVE, Coppa Italia LIVE, Supercoppa Italiana LIVE e Mondiale per club LIVE fino al giugno 2025 come opinionista e anche come seconda voce nelle telecronache di alcune partite vedi le qualificazioni a Euro 2020 e la Coppa Italia 2022-2023. Nell’estate del 2025 entra a far parte del cast de La Domenica Sportiva su Rai 2.
Intraprende nel frattempo la carriera di procuratore sportivo e nell’estate del 2021 prende in procura i suoi primi giocatori: il portiere Alberto Pelagotti e l'esterno Vittorio Parigini.
Nella primavera del 2022 diviene patron del Chieri, club di Serie D che verrà allenato da suo padre Roberto. Lascia la presidenza del Chieri nell'estate 2023. Nello stesso anno, a Palermo, fonda la sua academy per portieri.
Nel luglio 2025 viene nominato direttore tecnico del club piemontese del Bra, neopromosso in Serie C.

## Statistiche

### Presenze e reti nei club
Statistiche aggiornate al 6 febbraio 2021.
| Stagione         | Squadra           | Campionato       | Campionato | Campionato   | Coppe nazionali | Coppe nazionali | Coppe nazionali | Coppe continentali | Coppe continentali | Coppe continentali | Altre coppe | Altre coppe | Altre coppe | Totale | Totale   |
| Stagione         | Squadra           | Comp             | Pres       | Reti         | Comp            | Pres            | Reti            | Comp               | Pres               | Reti               | Comp        | Pres        | Reti        | Pres   | Reti     |
| ---------------- | ----------------- | ---------------- | ---------- | ------------ | --------------- | --------------- | --------------- | ------------------ | ------------------ | ------------------ | ----------- | ----------- | ----------- | ------ | -------- |
| 1997-1998        | Juventus          | A                | 0          | 0            | CI              | 0               | 0               | UCL                | 0                  | 0                  | SI          | 0           | 0           | 0      | 0        |
| 1998-1999        | Torino            | B                | 1          | -1           | CI              | 0               | 0               | -                  | -                  | -                  | -           | -           | -           | 1      | -1       |
| 1999-2000        | Juve Stabia       | C1               | 0          | 0            | CI+CI-C         | 6+?             | -10 + -?        | -                  | -                  | -                  | -           | -           | -           | 6+     | -10+     |
| 2000-2001        | Varese            | C1               | 30         | -22          | CI+CI-C         | 2+?             | -4 + -?         | -                  | -                  | -                  | -           | -           | -           | 32+    | -26+     |
| 2001-2002        | Torino            | A                | 4          | -3           | CI              | 2               | -3              | -                  | -                  | -                  | -           | -           | -           | 6      | -6       |
| 2002-2003        | Torino            | A                | 8          | -12          | CI              | 2               | -3              | I                  | 0                  | 0                  | -           | -           | -           | 10     | -15      |
| 2003-2004        | Torino            | B                | 43         | -49          | CI              | 1               | 0               | -                  | -                  | -                  | -           | -           | -           | 44     | -49      |
| 2004-2005        | Torino            | B                | 33+4       | -22 + -3     | CI              | 3               | -7              | -                  | -                  | -                  | -           | -           | -           | 40     | -32      |
| Totale Torino    | Totale Torino     | Totale Torino    | 89+4       | -87 + -3     |                 | 8               | -13             |                    | -                  | -                  |             | -           | -           | 101    | -103     |
| 2005-2006        | AEK Atene         | AE               | 25         | -17          | CG              | 5               | -4              | CU                 | 2                  | -1                 | -           | -           | -           | 32     | -22      |
| 2006-2007        | AEK Atene         | SL               | 25         | -23          | CG              | 0               | 0               | UCL+CU             | 7+2                | -10 + -4           | -           | -           | -           | 34     | -37      |
| Totale AEK Atene | Totale AEK Atene  | Totale AEK Atene | 50         | -40          |                 | 5               | -4              |                    | 11                 | -15                |             | -           | -           | 66     | -59      |
| 2007-2008        | Recreativo Huelva | PD               | 38         | -60          | CR              | 0               | 0               | -                  | -                  | -                  | -           | -           | -           | 38     | -60      |
| 2008-2009        | Chievo            | A                | 32         | -40          | CI              | 0               | 0               | -                  | -                  | -                  | -           | -           | -           | 32     | -40      |
| 2009-2010        | Chievo            | A                | 37         | -40          | CI              | 1               | 0               | -                  | -                  | -                  | -           | -           | -           | 38     | -40      |
| 2010-2011        | Chievo            | A                | 37         | -39          | CI              | 0               | 0               | -                  | -                  | -                  | -           | -           | -           | 37     | -39      |
| 2011-2012        | Chievo            | A                | 37         | -45          | CI              | 0               | 0               | -                  | -                  | -                  | -           | -           | -           | 37     | -45      |
| 2012-gen. 2013   | Chievo            | A                | 20         | -33          | CI              | 1               | 0               | -                  | -                  | -                  | -           | -           | -           | 21     | -33      |
| gen.-giu. 2013   | Palermo           | A                | 15         | -16          | CI              | 0               | 0               | -                  | -                  | -                  | -           | -           | -           | 15     | -16      |
| 2013-2014        | Palermo           | B                | 32         | -20          | CI              | 2               | -2              | -                  | -                  | -                  | -           | -           | -           | 34     | -22      |
| 2014-2015        | Palermo           | A                | 35         | -51          | CI              | 0               | 0               | -                  | -                  | -                  | -           | -           | -           | 35     | -51      |
| 2015-2016        | Palermo           | A                | 35         | -58          | CI              | 1               | -1              | -                  | -                  | -                  | -           | -           | -           | 36     | -59      |
| Totale Palermo   | Totale Palermo    | Totale Palermo   | 117        | -145         |                 | 3               | -3              |                    | -                  | -                  |             | -           | -           | 120    | -148     |
| 2016-2017        | Chievo            | A                | 34         | -52          | CI              | 2               | -1              | -                  | -                  | -                  | -           | -           | -           | 36     | -53      |
| 2017-2018        | Chievo            | A                | 38         | -59          | CI              | 1               | -1              | -                  | -                  | -                  | -           | -           | -           | 39     | -60      |
| 2018-2019        | Chievo            | A                | 31         | -60          | CI              | 0               | 0               | -                  | -                  | -                  | -           | -           | -           | 31     | -60      |
| Totale Chievo    | Totale Chievo     | Totale Chievo    | 266        | -368         |                 | 5               | -2              |                    | -                  | -                  |             | -           | -           | 271    | -370     |
| gen.-giu. 2020   | Cervo             | 2ª Cat.          | 2          | 1            | -               | -               | -               | -                  | -                  | -                  | -           | -           | -           | 2      | 1        |
| giu.-dic. 2020   | Torinese          | Prom.            | 2          | 1            | -               | -               | -               | -                  | -                  | -                  | -           | -           | -           | 2      | 1        |
| Totale carriera  | Totale carriera   | Totale carriera  | 594+4      | -722; 2 + -3 |                 | 29+             | -36+            |                    | 11                 | -15                |             | 0           | 0           | 636+   | -778+; 2 |

## Palmarès
- Supercoppa italiana: 1

Juventus: 1997
- Campionato italiano: 1

Juventus: 1997-1998
- Campionato italiano di Serie B: 1

Palermo: 2013-2014